# Sam Jones (Basketballspieler)
Samuel Jones II. (* 24. Juni 1933 in Wilmington, North Carolina; † 30. Dezember 2021 in Boca Raton, Florida) war ein US-amerikanischer Basketballspieler der Boston Celtics in der National Basketball Association (NBA). Er hatte eine sehr erfolgreiche Karriere, in der er zwischen 1957 und 1969 zehn NBA-Meisterschaften gewann und somit nach Titeln gerechnet nach seinem Teamkollegen Bill Russell der zweiterfolgreichste NBA-Spieler aller Zeiten ist. 1984 wurde Jones in die Naismith Memorial Basketball Hall of Fame aufgenommen. Seit der Saison 2021/22 ist er Namensgeber der Trophäe des Siegers der Northwest Division.

## Karriere

### 1957–1961: Edeljoker
Obwohl Jones als Teenager ein begabter Basketballer war, wollte er zunächst Lehrer werden. Als ihn Celtics-Trainer Red Auerbach 1957 an Position 8 draftete, rechnete er damit, hinter den Stammspielern Bob Cousy (Point Guard) und Bill Sharman (Shooting Guard) kaum Spielzeit zu kriegen. Mit 1,94 Metern Körpergröße galt Jones zudem aus damaliger Sicht als zu groß und ungelenk.
Auerbach aber etablierte Jones als Sixth Man, der von der Bank kommend gegen aufgeriebene Gegner zu einfachen Punkten kam. Jones verwandelte 45 % seiner Würfe, als der Ligadurchschnitt für Shooting Guards damals kaum mehr als 40 % war. Mit ihm als Edeljoker gewannen die Celtics in den Jahren 1959–61 den Titel-Hattrick. Jones’ Punktedurchschnitt stieg auf 15 Punkte pro Spiel. Seine Körpergröße erlaubte es ihm, über seine Konkurrenten hinweg zu werfen, und mit seiner Spurtschnelligkeit war Jones ein guter Konterspieler („Fast break specialist“), der die vielen Rebounds von Center und Teamkapitän Bill Russell für einfache Körbe verwertete. Insbesondere perfektionierte Jones den Wurf mit Hilfe des Brettes („bank shot“), der zu seinem Markenzeichen wurde.

### 1962–1969: NBA-Star
Als Sharman 1961 nach der NBA-Finalserie abtrat, wurde Jones 1961–62 der neue startende Shooting Guard der Celtics. Er zementierte seinen Ruf als nervenstarker Spieler in der Finalserie der Ostkonferenz (Eastern Conference Finals), wo er mit einem Korb eine Sekunde vor Schluss das entscheidende Spiel 7 entschied. Jones etablierte sich als einer der besten Guards seiner Generation, indem er seinen Punktedurchschnitt auf 25 erhöhte und 1962 zum ersten von insgesamt fünf Malen ins All-Star-Team gewählt wurde. Mit ihm und seinem Namensvetter K. C. Jones (mit dem er nicht verwandt ist) als neuem Point Guard gewannen die Celtics bis 1966 jedes Jahr die Meisterschaft.
Als 1967 die Philadelphia 76ers um Superstar Wilt Chamberlain nach acht Jahren die Celtics in den Eastern Conference Finals besiegten und Meister wurden, galt das Team um die 34-jährigen Spielertrainer Russell und Jones als zu alt. Als die 76ers und die Celtics wieder aufeinandertrafen, holten die Veteranen-Celtics einen 1:3-Rückstand auf, gewannen die Serie noch 4:3 und wurden nach einer überzeugenden Finalserie gegen die Los Angeles Lakers von Jerry West 1968 Meister. Der letzte Streich von Russell und Jones folgte 1969, wieder gegen die Lakers, die mittlerweile Chamberlain verpflichtet hatten. Beim Stand von 1:2 Spielen traf Jones im dritten Spiel einen schweren sechs-Meter-Wurf in letzter Sekunde, nachdem er fast ausgerutscht war, und die Celtics gewannen 89:88. Obwohl der alternde Jones von seinem Rivalen West dominiert wurde, kam es zu einem entscheidenden Spiel 7, in dem Jones seinen Teil dazu beitrug, dass die Celtics 108:106 gewannen und nach Rückständen von 0:2 und 2:3 Spielen doch noch Meister wurden.
Danach trat Jones ab. Als Zeichen der Ehrerbietung wird sein Trikot mit der Nummer 24 von den Celtics nie mehr vergeben. 1984 wurde er in die Hall of Fame eingeführt. Mit 15.411 Punkten ist er der sechstbeste Punktesammler in der Celtics-Geschichte. Auf seiner nba.com-Seite wird Jones wegen seiner Körpergröße, Athletik, Nervenstärke und seines Erfolgs als legitimer Vorgänger von NBA-Legende Michael Jordan bezeichnet, der ebenfalls ein groß gewachsener Guard und sehr erfolgreich war.
Sam Jones starb Ende Dezember 2021 im Alter von 88 Jahren. Der Schauspieler Sam Jones III ist sein Sohn.